# Anomaloglossus shrevei
Anomaloglossus shrevei är en groddjursart som först beskrevs av Juan A. Rivero 1961.  Anomaloglossus shrevei ingår i släktet Anomaloglossus och familjen Aromobatidae. IUCN kategoriserar arten globalt som otillräckligt studerad. Inga underarter finns listade i Catalogue of Life.